# ستيف بيلي (لاعب كرة قاعدة)
ستيف بيلي (بالإنجليزية: Steve Bailey)‏ هو لاعب كرة قاعدة أمريكي، ولد في 12 فبراير 1942 في ذا برونكس في الولايات المتحدة.

## وصلات خارجية
- ستيف بيلي على موقعبيزبول رفرنس.كوم (الدوري الرئيسي) (الإنجليزية)
- ستيف بيلي على موقعبيزبول رفرنس.كوم (الدوري الثانوي) (الإنجليزية)